# Д. Браун (лунный кратер)
Кратер Д. Браун (лат. D. Brown) — небольшой ударный кратер в чаше гигантского кратера Аполлон в южном полушарии обратной стороны Луны. Название присвоено в честь астронавта НАСА Дэвида МакДауэлла Брауна (1956—2003), погибшего в катастрофе космического корабля «Колумбия» и утверждено Международным астрономическим союзом в 2006 году.

## Описание кратера

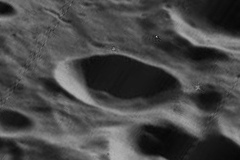
Снимок зонда Lunar Orbiter — V.

Кратер расположен в юго-восточной части чаши кратера Аполлон. Соседние кратеры также названы в честь погибших членов экипажа космического корабля «Колумбия» — кратер Рамон на северо-западе, кратер Маккул на северо-востоке и кратер Чавла на юге-юго-западе. Селенографические координаты центра кратера 41°39′ ю. ш. 147°10′ з. д. / 41,65° ю. ш. 147,16° з. д., диаметр 16,1 км, глубина 2,7 км.
Кратер практически не разрушен и имеет слегка эллиптическую форму ориентированную большой осью в направлении север-юг. Вал кратера с острой кромкой, высота вала над окружающей местностью достигает 730 м. Внутренний склон вала широкий, до половины радиуса кратера. Дно чаши кратера сравнительно ровное, с несколькими одиночно стоящими холмами.

## Сателлитные кратеры
Отсутствуют.